# 狂野歷險 the Vth Vanguard
《狂野歷險 the Vth Vanguard》是由Media-Vision開發，索尼電腦娛樂於2006年12月14日發售的角色扮演遊戲。狂野歷險系列的第六作。
本作是狂野歷險系列的十週年記念作品。本作的劇本及人物設計有所革新，劇本原案起用黑崎薰，而人物設計起用佐佐木知美。
主題曲方面，由前作主題曲的麻生かほ里，改為由本作蕾貝卡·史特萊桑德的配音員水樹奈奈主唱主題曲。作曲亦由改為Elements Garden的上松範康。日本愛好者之間對主題曲改變的評價非常之高，在網上的留言板中引起熱論。

## 人物
- 汀・史塔克 (Dean Stark)　配音員：下野紘

本編的主角。16歳的少年。憧憬成為古代文明遺産機械裝置機械人（哥雷姆）的獵人「哥雷姆獵人」。在邊境的村莊成長，想駕駛哥雷姆在荒野奔馳。他的寶物是一顆哥雷姆的螺釘。使用的ARM名為「雙子芬里爾」。在開發發表時，除了插圖中拿著的鐵鍬，就沒有其他資料，使人誤會「這次的主角的武器是鐵鍬？」「主角終於從『使用ARM』的要員中降下」。
- 蕾貝卡‧史特萊桑德 (Rebecca Streisand)　配音員：水樹奈奈

16歳的少女。汀的童年玩伴，雖然沒有承認，但對汀有傾慕愛戀之情。擁有冷靜正確判斷事物的能力。討厭的東西是鬼怪和蛇。
- 雅薇莉・馮‧芙露露 (Averil Fleur)　配音員：伊藤静

被哥雷姆的左手抱住，從天而降的謎之少女。失去了記憶，只記得「強尼・亞普席德」這句話。從外觀推測是一個20歳的女性。故事的重要人物。
她的真正身份是12000年前的古代技術時代的王族女王。當時是強硬派的領導人物，被稱為擁有權力和冷靜判斷力的冰之女王(莉莉提雅)・雅薇莉。本來深沉睡在コールドスリープ內，被貝尼爾族強硬派最高指令佛爾森弄醒。
- 古雷格・羅素巴克 (Greig Russell Bergh)　配音員：志村知幸

34歳。被稱為「哥雷姆破壞者．古雷格」的一匹野狼。傳言他每當發現哥雷姆時，就會用炸彈破壞，所以被哥雷姆獵人通緝。
他的妻兒在他眼前版貝尼爾族四天王之一的卡爾提克耶殺死。
- 凱洛・安德森 (Carol Anderson)　配音員：谷井あすか

12歳。在「造酒郷哥農」附近遇見的少女。一個人前來找尋迷路的同伴，沒想到自己也迷路了。外表雖然是一個小孩，但她的智識淵博令成人也大吃一驚。由此個性迷糊保守，所以總被同伴疼愛。
- 查克・普雷斯頓 (Chuck Preston)　配音員：花輪英司

19歳。在「礦山鎮米拉帕雷斯」附近遇見的青年。是汀所憧憬的哥雷姆獵人(雖然只是見習)。為了捕捉「哥雷姆破壞者．古雷格」而去到米拉帕雷斯。帥氣的外表與高倣的口氣剛好相反，不會察言觀色，擁有讓周圍氣氛一瞬間冷下來的「脫線」絕技。為了想與過去軟弱的自己訣別而選擇較難使用大型ARM，名為「L23型打樁機」。
- 佛爾森　配音員：東地宏樹

- 法里頓　配音員：山野井仁

- 法瑟芬妮　配音員：甲斐田裕子

- 卡爾提克耶　配音員：青山穰

- 教授　配音員：郷里大輔

## 守護獣
- 天之媒介者 索拉斯・艾姆斯
- 海之媒介者 路卡迪亞
- 運之媒介者 恰帕龐加
- 劍之媒介者 愛可綈絲
- 山之媒介者 狄諾奇諾斯
- 月之媒介者 賽蕾斯朵

## 遊戲用語
- 強尼・亞普席德（播種的人）

故事的關鍵人物。實際上不是一個特定單一的人物，而是那個時代引導人們的開拓者。
上代的強尼・亞普席德是貝尼爾族的巴塞洛繆，而現在的強尼・亞普席德是12000年前的冰之女王(莉莉提雅)雅薇莉・凡・艾路路。
- 惑星改造装置 TF系統

為了使貝尼爾族適應法爾蓋亞行星的環境而開發裝置。這個裝置使貝尼爾族安全居住法爾蓋亞，但使原本居住的生物滅亡。TF系統分散在法爾蓋亞的四處地方。
- 浄罪的血涙 (ダークネスティア)

以人類我生命力為能源，轉換為物理攻擊的炮擊裝置。

## 主題曲
- Justice to Believe（片頭曲 主唱:水樹奈奈）
- Crystal Letter（片尾曲 主唱:水樹奈奈）

## 外部連結
- WILD ARMS.net （页面存档备份，存于）
- Media-Vision Entertainment
- 高卒谷
- PlayStation.com (Asia) 香港中文介紹網頁